# Gegharkunik
Gegharkunik ([ɡɛʁɑɾkʰuˈnikʰ] , armenisch Գեղարքունիք, in wissenschaftlicher Transliteration Gełark‘yownik‘) ist eine der Provinzen Armeniens.
Gegharkunik liegt im Osten des Landes an der Grenze zu Aserbaidschan. Rund ein Viertel der Fläche der Provinz nimmt der Sewansee ein (940 km² von 3655 km²). Die Provinz hat 211.828 Einwohner (Stand 2011). Hauptstadt ist Gawar. Benachbarte armenische Provinzen sind Tawusch im Norden, Kotajk im Westen, Ararat im Südwesten und Wajoz Dsor im Süden. Die nordöstlich gelegene Exklave Arzwaschen ist im Zuge des Konfliktes um Bergkarabach seit 1992 von Aserbaidschan besetzt.
Weitere Städte neben Gawar sind Sewan sowie die in den 1990er-Jahren zu Städten erhobenen früheren Siedlungen städtischen Typs Martuni, Tschambarak (zuvor Krasnoselsk) und Wardenis. Neben diesen fünf Stadtgemeinden gibt es 87 Landgemeinden mit insgesamt 93 Dörfern; die größten Dörfer (mit jeweils über 5000 Einwohnern) sind Geghhowit, Nerkin Getaschen, Noratus, Saruchan, Solakar und Wardenik (Stand 2011). Bis in die 1990er-Jahre existierte mit Gagarin eine weitere Siedlung städtischen Typs, die dann jedoch zu einem Dorf in der Stadtgemeinde Sewan herabgestuft wurde.
In der Provinz liegt die Klosterruine Wanewan.

## Geschichte
Das Gebiet gehörte in urartäischer Zeit vermutlich zum Königreich Ueliḫi, dass nach der Nor Bayazet-Inschrift von Rusa I. unterworfen wurde.
Während der Zugehörigkeit Armeniens zum Russischen Reich und der Anfangsjahre der Sowjetunion entsprach es weitgehend dem Ujesd Nowo-Bajaset (armenisch Նոր Բայազետ, Nor Bajaset, Name der Stadt Gawar bis 1959) des Gouvernements Eriwan.
Die heutige Provinz wurde während der administrativen Neuordnung im Rahmen der Dezentralisierung in Armenien 1995 aus den dort seit 1930/37 in der Armenischen SSR der Sowjetunion bestehenden Rajons Kamo, Krasnoselsk, Martuni, Sewan und Wardenis sowie den rajonfreien Städten Sewan und Gawar gebildet.